# Santisteban del Puerto
Santisteban del Puerto er en by og kommune i det sydlige Spanien i provinsen Jaén. Den har et indbyggertal på 4.457 (2024) indbyggere.